# TVP Polonia
TVP Polonia è il canale televisivo internazionale della Telewizja Polska (TVP), l’emittente pubblica nazionale della Polonia. Lanciato nel 1992 con il nome di TV Polonia, il canale è stato creato con l’obiettivo di mantenere un legame culturale e informativo con i polacchi residenti all’estero, offrendo una finestra sulla vita, la cultura e l’attualità del Paese.

## Missione e Pubblico
TVP Polonia si rivolge principalmente alla diaspora polacca, stimata in milioni di persone sparse in tutto il mondo. Il canale trasmette programmi in lingua polacca, ma spesso include sottotitoli o contenuti accessibili anche a chi ha una conoscenza limitata della lingua. La sua missione è promuovere l’identità nazionale, la cultura e i valori polacchi, fungendo da ponte tra la patria e le comunità polacche all’estero.

## Programmazione
La programmazione di TVP Polonia è varia e include:
- Notiziari come Panorama e Polonia 24
- Serie e fiction come Barwy szczęścia e Stulecie Winnych
- Documentari e reportage su temi storici, culturali e sociali
- Programmi culinari e di intrattenimento come Rączka gotuje e Pytanie na śniadanie
- Eventi speciali e concerti legati a festività nazionali o celebrazioni culturali

## Distribuzione
Il canale è disponibile via satellite (Hot Bird, Astra), su piattaforme digitali come Polsat Box e nc+, e in streaming online tramite il sito ufficiale e TVP VOD. Questo consente una copertura globale, rendendo accessibile il contenuto anche a chi vive in aree remote.

## Rilevanza Culturale
TVP Polonia non è solo un canale televisivo, ma un simbolo dell’identità nazionale all’estero. Attraverso rubriche come Polacy światu e Hello Polonia, racconta storie di successo, integrazione e memoria storica, contribuendo a rafforzare il senso di appartenenza alla comunità polacca globale.